# Joop Hardy
Josef Lambert Mathias (Joop) Hardy (Tilburg, 21 maart 1918 – Borne, 3 oktober 1983) was een Nederlandse kunstenaar, architect en cultureel filosoof die een aanzienlijke bijdrage heeft geleverd aan de ontwikkeling van architectuur en kunst, met name binnen de Nederlandse Structuralistische beweging, het structuralisme.

## Jeugd en carrière
Joop Hardy werd geboren als zoon van Jean Lambert Marie Hardy (1888-1920) en Mies Hobbelen (1892-1980). Hij voltooide zijn opleiding aan de Koninklijke Academie van Beeldende Kunsten in Den Haag. Tussen 1959 en 1969 was Joop Hardy lid van de redactie van het architectuurtijdschrift Forum, waar hij samenwerkte met andere prominente figuren zoals Herman Hertzberger, Aldo van Eyck, Jaap Bakema, Dick Apon, Gert Boon en Jurriaan Schrofer. Dit tijdschrift speelde een belangrijke rol in het vormgeven van architecturale discussies en ontwikkelingen van die tijd. Van 1968 tot 1981 diende Joop Hardy als directeur van de Academie voor Kunst en Industrie in Enschede. Gedurende deze periode initieerde hij veranderingen binnen de academie, waarbij hij jonge docenten en studenten actief betrok bij vernieuwende onderwijsmethoden en creatieve processen. Daarnaast was hij vanaf 1980 bijzonder hoogleraar aan de TH Delft.

## Publicaties
Hardy was medeauteur van twee invloedrijke werken die zijn perspectieven op kunst en architectuur weergeven:
1. Cultuurtbeschouwing (1987), geschreven in samenwerking met Eric Joustra en Erik Steenkist. Het boek besprak diepgaande onderwerpen in de kunst en besloeg 319 pagina's.
2. Wonen: gisteren, vandaag (1957), mede geschreven door Bernard Majorick (pseudoniem van J.J. Beljon) en Dirk van Sliedregt. Dit werk van 211 pagina's onderzocht de evolutie van woonomgevingen door de geschiedenis heen.

## Invloed en Filosofie
Hardy's onderwijsbenadering was associatief en stimuleerde de verbeelding van zijn studenten. Hij verwees graag naar André Malraux's concept van een 'musée imaginaire'  , waarin alle tradities uit alle hoeken van de wereld en uit alle perioden simultaan aanwezig zijn. Zijn uitgebreide collectie dia's, die hij zijn 'imagetheque' noemde, omvatte afbeeldingen uit de decadente Weense fin de siècle-periode tot aan inheemse culturen aan de Mekong.

## Nalatenschap
Hoewel Joop Hardy zelf weinig publiceerde, blijft zijn invloed merkbaar in de verhalen en herinneringen van zijn tijdgenoten. Zijn denkwijze en benadering hebben bijgedragen aan de ontwikkeling van de Nederlandse architectuur en kunst, en hebben invloed gehad op de concepten en ideeën van latere generaties kunstenaars en architecten. De Academie voor Kunst en Industrie in Enschede, ook wel bekend als AKI, werd in 1949 opgericht om kunst en cultuur in Twente te bevorderen en om ontwerpers te leveren voor de regionale textielindustrie. Joop Hardy speelde een belangrijke rol als directeur van 1968 tot 1981, waarbij hij de academie transformeerde in een gemeenschap waar studenten betrokken werden bij het onderwijs en meer vrijheid kregen. Onder zijn leiding floreerde de AKI als een artistieke hub, met aandacht voor multimedia, film en theater. Uiteindelijk ging de AKI samen met andere scholen op in ArtEZ, gevestigd op de campus van de Universiteit Twente. Hardy's onorthodoxe houding zou uiteindelijk voor conflicten zorgen waarna hij zijn directeurschap neerlegde.
In 1987 kwam het boek 'Joop Hardy, Cultuurbeschouwing, een anarchistische inleiding, met een nawoord van Aldo van Eijck, samengesteld door Erik Steenkist uit.
- Virtual International Authority File: 292240842